# 佐野貴信
佐野 貴信（さの たかのぶ、1966年〈昭和41年〉6月25日 - ）は、日本の実業家。株式会社プラトンホテル代表取締役。株式会社サノプランニング代表取締役社長

## 経歴

### 生誕～青年期
三重県出身。1966年に三重県四日市市で3人兄弟の長男として生まれる。
幼少期は仲間と山に秘密基地を作ったり、発泡スチロールで作った船で川を下ったりして遊ぶ活発な子供だった。

小学校から高校まで野球一筋で中学校では野球部のキャプテンも務める。野球指導で有名な監督がいた工業高校に進学し野球部に入部。監督の補佐としてコーチを務め、仲間とともに甲子園を目指した。

### 放浪と20歳でのアメリカ一人旅
1984年に三重県立四日市工業高等学校建築科卒業を卒業後、地元の建設会社に入社するも天職ではないと感じ半年で退社。これといってやりたいことがないまま、レストランで2年間厨房とホールのバイトを経験した。

20歳の時、自分自身を見つめ直すためにアメリカへの一人旅を決行。ロサンゼルスやサンフランシスコなど西海岸の都市を4カ月かけて旅した。異国の文化に触れることで日本の良さを実感し、頼れる人がいない街々を旅したことで自身の可能性に気付くことができたと語っている。
帰国後、いとこが働いていた四日市プラザホテルでアルバイトを始め、半年後には正社員として宴会のサービス係を務める。25歳から営業企画課に異動し、ディナーショーやウエディングの企画に5年間携わった。

### 独立と起業
働く中で「一流のホテルマンより、経営者になりたい」という思いが次第に強くなり、30歳の時独立し、四日市プラザホテル専属の広告代理店であるサノプランニングを起業。

しかし信頼していた右腕の病死や取引先のオーナー交代による仕事の激減により倒産寸前までに追い込まれる。

### 起死回生のたまゆらオープン
このままでは倒産すると焦った佐野は違うビジネスができないか模索する。過去に飲食店でバイトしていた経験があった為飲食店に興味があった。「最後に念願だった飲食店をやりたい」と思い飲食店「たまゆら」をオープンしようと奔走する。

元居酒屋の店舗で居抜きで借りることができる物件を見つける。保証金500万と内装設備その他で500万で合計1千万円必要だったが、佐野は100万円しか集められなかった。

そこで佐野は大家さんに保証金を分割にしてほしいと頼み込み、大家が根負けした結果保証金を5年間の分割にすることに。
設備は中古のものを集め、知り合いの料理人に料理長になってもらい遂にたまゆらをオープン。

そうして店が軌道に乗り倒産の危機を回避。一時は15店舗まで規模を広げ、順調に業績を伸ばしていった。

### 昔勤めていたホテルを買収・現在
2010年に不動産業の友人と飲んでいた所自分が昔勤めていた元四日市プラザホテルのロワジールホテルのオーナーが変わるとの情報を得る。その時の話の流れで佐野がホテルを買えばいいじゃないかと言われ、お酒の勢いもあり買えるなら買いたいと言いその日はお開きとなった。

冗談だと思っていたところ、それがホテル担当者に伝わり「佐野さんになら売りたい。地元企業の手で発展させてほしい」と本当にホテルを買わないかという誘いが来てしまう。迷いはしたものの銀行からの融資も受けれるとのことでそれならとホテルを買収することに。買収後はプラトンホテル四日市と名称を改めた。

当初は宿泊客が減ったが、次第に売り上げは戻っていった。
現在はホテルと飲食店の経営をしつつ地域貢献に力を注ぐ。

## 公職
一般社団法人 四日市観光協会　副会長
四日市商工会議所観光・まちづくり委員会　委員長
四日市一番街商店街振興組合　副理事長
公益社団法人 四日市法人会　副会長
みえ次世代育成応援ネットワーク　委員長
四日市西ロータリークラブ　2025‐2026年会長